# Michael S. Hopkins
Michael Scott Hopkins (* 28. Dezember 1968 in Lebanon, Missouri, USA) ist ein Colonel der U.S. Air Force und ein NASA-Astronaut. Hopkins wurde im Juni  2009 als Mitglied der 20. NASA-Gruppe ausgewählt. Er war Bordingenieur der ISS-Expeditionen 37 und 38.

## Ausbildung
Michael Scott Hopkins wurde in Lebanon in Missouri geboren und wuchs auf einer Farm in Richland, ebenfalls Missouri, auf. Nach dem Abschluss der School of the Osage High School 1987 in Lake of the Ozarks ging er an die University of Illinois at Urbana-Champaign. Er schloss das Studium mit einem Master of Science in Luftfahrttechnik im Jahr 1992 an der Stanford University ab.

## Raumfahrertätigkeit
Hopkins wurde von der NASA und der U.S. Air Force als Astronaut für ein Training am Johnson Space Center in Houston Texas ausgewählt. Er startete am 25. September 2013 mit Sojus TMA-10M zur ISS. Dort arbeitete er für die ISS-Expeditionen 37 und 38 als Bordingenieur. Die Landung erfolgte am 11. März 2014.
Im August 2018 wurde er der zweiten bemannten Mission des Raumschiffs Dragon V2 (SpaceX Crew-1) zugeteilt. Die Mission startete am 16. November 2020 und erreichte die ISS am Folgetag. Am 18. Dezember 2020 wechselte er von der Air Force zur U.S. Space Force und wurde somit deren erster Astronaut im Weltall.
Michael Hopkins und die drei weiteren Crewmitglieder komplettierten damit die ISS-Expedition 64. Die Rückkehr zur Erde erfolgte am 2. Mai 2021.

## Privates
Hopkins ist verheiratet und hat zwei Söhne. Seine Hobbys sind Rucksacktourismus, Camping, Skilaufen, Gewichtheben, Jogging, Hockey und Football.